# Малые Зозулинцы
Малые Зозулинцы (укр. Малі Зозулинці) — село в Красиловском районе Хмельницкой области Украины.
Население по переписи 2001 года составляло 302 человека. Почтовый индекс — 31026. Телефонный код — 3855. Занимает площадь 1,457 км². Код КОАТУУ — 6822780802.

## Местный совет
31036, Хмельницкая обл., Красиловский р-н, с. Великие Зозулинцы, ул. Ленина